# ارصواص (المهرة)

تعديل مصدري - تعديل

ارصواص هي إحدى قرى عزلة جاذب بمديرية حوف التابعة لمحافظة المهرة، بلغ تعداد سكانها 24 نسمة حسب تعداد اليمن لعام 2004.